# 斯威特沃特县
斯威特沃特县（英語：Sweetwater County）是美国怀俄明州西南部的一個郡，南鄰科羅拉多州和犹他州，面積達27,172平方公里。根據2020年美國人口普查，共有人口42,272人。縣治格林里弗。斯威特沃特县是懷俄明州中面積最大的一個縣份，並且是美國面積第八大的縣份。

## 歷史
斯威特沃特县成立於1867年12月27日，原屬達科他領地。斯威特沃特县是獨立自拉勒米縣的，並且斯威特沃特县起初名叫卡特縣，是為了紀念石泉城的卡特法官。於1869年，新成立的懷俄明立法機關將卡特縣改稱現時的斯威特沃特县。
於19世紀中後期，不斷有新縣份獨立自斯威特沃特县。1869年，斯威特沃特县的一部份獨立成了尤因塔縣。1875年，詹森郡獨立自斯威特沃特县。1884年，斯威特沃特县失去了現今組成弗里蒙特縣的領土。1886年，斯威特沃特县割讓了一些土地，並成立了卡本縣。至此，再沒有新縣份獨立自斯威特沃特县了。

## 地理
根據2000年人口普查，斯威特沃特县的面積為10,491平方英里（27,170平方），其中有10,425平方英里（27,000平方），即99.37%為陸地；66平方英里（170平方），即0.63%為水域。。斯威特沃特县是懷俄明州中面積最大的縣份。斯威特沃特县比美國面積最小的六個州份大，並且是美國面積第八大的縣份。

### 毗鄰縣
- 怀俄明州 弗里蒙特縣：北方
- 懷俄明州 卡本縣：東方
- 科羅拉多州 莫弗特縣：南方
- 犹他州 達蓋特縣：西南方
- 猶他州 薩米特縣：西南偏西
- 懷俄明州 尤因塔縣：西南方
- 懷俄明州 林肯縣：西方
- 懷俄明州 薩布萊特縣：西北方

### 國家保護區
- 阿什利国家森林（部份）
- 火焰谷国家休闲区（部份）
- 史迪沙卡德國家野生動物保護區（英语：Seedskadee National Wildlife Refuge）

## 人口
| 调查年 | 人口   | 备注 | %±     |
| ------ | ------ | ---- | ------ |
| 1870   | 1,916  |      | —      |
| 1880   | 2,561  |      | 33.7%  |
| 1890   | 4,941  |      | 92.9%  |
| 1900   | 8,455  |      | 71.1%  |
| 1910   | 11,575 |      | 36.9%  |
| 1920   | 13,640 |      | 17.8%  |
| 1930   | 18,165 |      | 33.2%  |
| 1940   | 19,407 |      | 6.8%   |
| 1950   | 22,017 |      | 13.4%  |
| 1960   | 17,920 |      | −18.6% |
| 1970   | 18,391 |      | 2.6%   |
| 1980   | 41,723 |      | 126.9% |
| 1990   | 38,823 |      | −7.0%  |
| 2000   | 37,613 |      | −3.1%  |
| 2010   | 43,806 |      | 16.5%  |

根據2000年人口普查，斯威特沃特县擁有37,613居民、14,105住戶和10,099家庭。。其人口密度為每平方英里4居民（每平方公里1居民）。斯威特沃特县擁有15,921間房屋单位，其密度為每平方英里2間（每平方公里1間）。斯威特沃特县的人口是由91.62%白人、0.73%非裔、1.01%原住民、0.64%亞裔、0.04%太平洋岛民、3.59%其他種族和0.37%混血构成。而西班牙裔或拉丁美洲裔佔了人口9.42%。在91.62%白人當中，有16.4%為英裔、16.2%為德裔、9%為愛爾蘭裔和5%義大利裔。
在14,105住户中，有38.20%擁有一個或以上的兒童（18歲以下）、57.80%為夫妻、9.20%為單親家庭、而有28.40%為非家庭。其中23.60%住户為獨居，6.90%為同居長者。平均每戶有2.62人，而平均每個家庭則有3.11人。在37,613居民中，有28.90%為18歲以下、10.10%為18至24歲、29.30%為25至44歲、23.70%為45至64歲以及8.00%為65歲以上。人口的年齡中位數為34歲，每100個女性就有102.40個男性。而每100個成年女性（18歲以上）就有101.10個成年男性。
聖貝納迪諾縣的住戶收入中位數為$46,537，而家庭收入中位數則為$54,173。男性的收入中位數為$45,678 ，而女性的收入中位數則為$22,440。聖貝納迪諾縣的人均收入為$19,575。約5.40%家庭和7.80%人口在貧窮線以下。